# تت، نورماندی علیا
تت، نورماندی علیا (به فرانسوی: Tôtes) یک کامین در فرانسه است که در Canton of Tôtes واقع شده‌است.

## خصوصیات
تت ۷٫۶۱ کیلومترمربع مساحت و ۱٬۲۹۶ نفر جمعیت دارد و ۱۵۸ متر بالاتر از سطح دریا واقع شده‌است.